# Palilula, Svrljig
Palilula (izvirno srbsko Палилула) je naselje v Srbiji, ki upravno spada pod Občino Svrljig; slednja pa je del Niškega upravnega okraja.

## Demografija
V naselju živi 72 polnoletnih prebivalcev, pri čemer je njihova povprečna starost 60,5 let (56,8 pri moških in 63,9 pri ženskah). Naselje ima 34 gospodinjstev, pri čemer je povprečno število članov na gospodinjstvo 2,21.
To naselje je, glede na rezultate popisa iz leta 2002, večinoma srbsko.
|  |

| Demografija | Demografija     | Demografija     |
| Leto        | Št. prebivalcev | Št. prebivalcev |
| ----------- | --------------- | --------------- |
|             |                 |                 |
|             |                 |                 |
|             |                 |                 |
|             |                 |                 |
| 1948        | 239             |                 |
| 1953        | 268             |                 |
| 1961        | 245             |                 |
| 1971        | 222             |                 |
| 1981        | 145             |                 |
| 1991        | 101             | 101             |
| 2002        | 75              | 75              |
|             |                 |                 |

| Etnična sestava po popisu iz leta 2002 | Etnična sestava po popisu iz leta 2002 | Etnična sestava po popisu iz leta 2002 | Etnična sestava po popisu iz leta 2002 | Etnična sestava po popisu iz leta 2002 |
| -------------------------------------- | -------------------------------------- | -------------------------------------- | -------------------------------------- | -------------------------------------- |
| Srbi                                   | Srbi                                   |                                        | 60                                     | 80,0%                                  |
| Romi                                   | Romi                                   |                                        | 14                                     | 18,66%                                 |
| Neznano                                | Neznano                                |                                        | 1                                      | 1,33%                                  |